# GUNDAM NEXT FUTURE PAVILION
GUNDAM NEXT FUTURE PAVILION（ガンダムネクストフューチャーパビリオン）は、大阪府大阪市此花区の夢洲にある建築物。2025年に開催された2025年日本国際博覧会（大阪・関西万博）にてバンダイナムコホールディングスの出展するパビリオンとして建造された。

## 施設
13の企業・団体が出展する「民間パビリオン」の一つで、パビリオン施設と実物大ガンダム像で構成される。
パビリオン施設の建設は前田建設工業、パビリオンの内装工事やガンダム像の設置・施工は乃村工藝社がそれぞれ担当した。

### パビリオン
このパビリオンは、5つのフロア、0〜7の異なるフェーズを移動しながら、機動戦士ガンダムを題材に、Unreal Engine 5で制作された新作映像「GUNDAM: Next Universal Century」が演出とともに展開されるウォークスルー型のアトラクションとなっている。
映像では、「新しい宇宙世紀」として、ガンダムシリーズの劇中に戦闘用の兵器として登場する人型ロボット「モビルスーツ」が平和利用され、人類と共存する「宇宙で暮らすことが当たり前になった未来」が描かれている。
ストーリーは、バンダイナムコグループが2021年に立ち上げた共創プロジェクト「ガンダムオープンイノベーション」の考え方や、平和や共存という万博のテーマを取り入れつつ、エンターテインメントとしてガンダムファンにも満足してもらえるものに仕上げられている。
また、床面にソニーの触覚提示技術が採用され、没入感を高めている。

#### あらすじ
出典:
西暦2150年、戦争で誕生したモビルスーツの平和利用を目指す企業「GOIC」（GUNDAM OPEN INNOVATION CONSORTIUM）の主催する巨大宇宙ステーション「スタージャブロー」の見学ツアーに参加した来場者は、マスコットキャラクター「ハロ」の案内で軌道エレベータに搭乗し、地上3万6000kmの静止軌道を周回するスタージャブローに向かう。スタージャブローでは、さまざまなモビルスーツが活躍していた。
しかし突然、除去作業中のスペースデブリに擬態したモビルスーツ「ジオング」が暴れ出す。この事態に作業用の「ザク」などが対応するも歯が立たず、次々と破壊されていく。そんな危機に対応するため、モビルスーツ「ガンダム」が起動する。
| 展示エリア | エリア名                             | 内容 | 備考  |
| ---------- | ------------------------------------ | --- | ----- |
| フェーズ0  | エントランス                         | パビリオンの入口。「宇宙での暮らし」や「まだ実現していない科学技術」が実現した未来が描かれている。                                           | [ 8 ] |
| フェーズ1  | 夢洲ターミナルの搭乗ロビー           | ハロから宇宙での体験について説明を受ける。                                                                                                   | [ 8 ] |
| フェーズ2  | 軌道エレベーター「スペースキャビン」 | 宇宙ステーション「スタージャブロー」まで移動する。                                                                                           | [ 8 ] |
| フェーズ3  | スタージャブロー                     | 宇宙ステーションで、モビルスーツが平和利用され、宇宙で働く様子を見学することができる。しかしその見学中にスペースデブリが暴走し、危機に陥る。 | [ 8 ] |
| フェーズ4  | 緊急退避ポッドへ続く通路             | スタージャブローの危機に巻き込まれた来場者は、緊急退避ポッドへ避難する。                                                                     | [ 8 ] |
| フェーズ5  | 緊急退避ポッド                       | グラスフェザーという装備をつけたガンダムが登場・活躍し、来場者を守る。                                                                       | [ 8 ] |
| フェーズ6  | 夢洲ターミナル外、実物大ガンダム像   | ガンダムとともに地球に帰還する。 | [ 8 ] |
| フェーズ7  | 夢洲ターミナル外、実物大ガンダム像   | 夢洲ターミナルに到着する。 | [ 8 ] |

#### 登場人物
イークス
声 - 濱田岳
緑色のハロ。
ポー
声 - 土屋太鳳
ピンク色のハロ。
グーロウ
声 - 戸塚有輝
ザクIIを操縦するAIパイロット。　
ライズン
声 - 金田昇
ザクIIを操縦するAIパイロット。
WA-97F06 ザクII F型
GOICにて、スペースデブリの除去に従事するモビルスーツ。
MSN-X17 ジオング タイプMA
声 - 武田真治
今作の悪役。スペースデブリに擬態し、ザクIIやスタージャブローを襲撃する。
RX-78F00/E ガンダム
グラスフェザーを装着し、ジオングと対峙する。

#### スタッフ
出典:
- 企画・制作：サンライズ
- 原作：矢立肇、富野由悠季
- 監督：辻本貴則
- 脚本・設定考証・特殊設定：森田繁（スタジオぬえ）
- メカニカルデザイン：大河原邦男、明貴美加、宮本崇
- マーキングデザイン：カトキハジメ
- 美術設定：岡田有章
- 色彩設計：安部なぎさ
- CGディレクター：熊野祐介
- CGモデリングディレクター：森田彗斗
- 音楽：Evan Call
- エンディングテーマ：Uyanga Bold（英語版）「Dream Beyond Forever」
- 製作：バンダイナムコフィルムワークス

### 実物大ガンダム像

実物大ガンダム像（夜）

実物大ガンダム像は全高16.72m、頭頂高12.31m、総重量49.1トン。2020年12月から2024年3月に開催された「GUNDAM FACTORY YOKOHAMA」で展示された動く実物大ガンダムの資材が再利用され、パビリオンにも登場する「RX-78F00/E ガンダム」という設定。片ひざをつき、空に向かって右腕を突き上げるポーズとなっており、これは、宇宙とこれからの未来にむけて手を差し伸べることをイメージし、人類とともに新たな宇宙時代を切り拓いていくというメッセージを込めたとされているが、建築ガイドラインによる制限の影響が大きいと指摘されている。また、バンダイナムコホールディングス取締役副社長の桃井信彦は、パビリオンのストーリーが終わり、一仕事終えた後のガンダムをイメージしつつ宇宙に対する平和への願いをプラスして考慮した結果、このポーズになったと語っている。その他、隠し要素として万博公式キャラクター「ミャクミャク」がプリントされている。

## コラボレーション

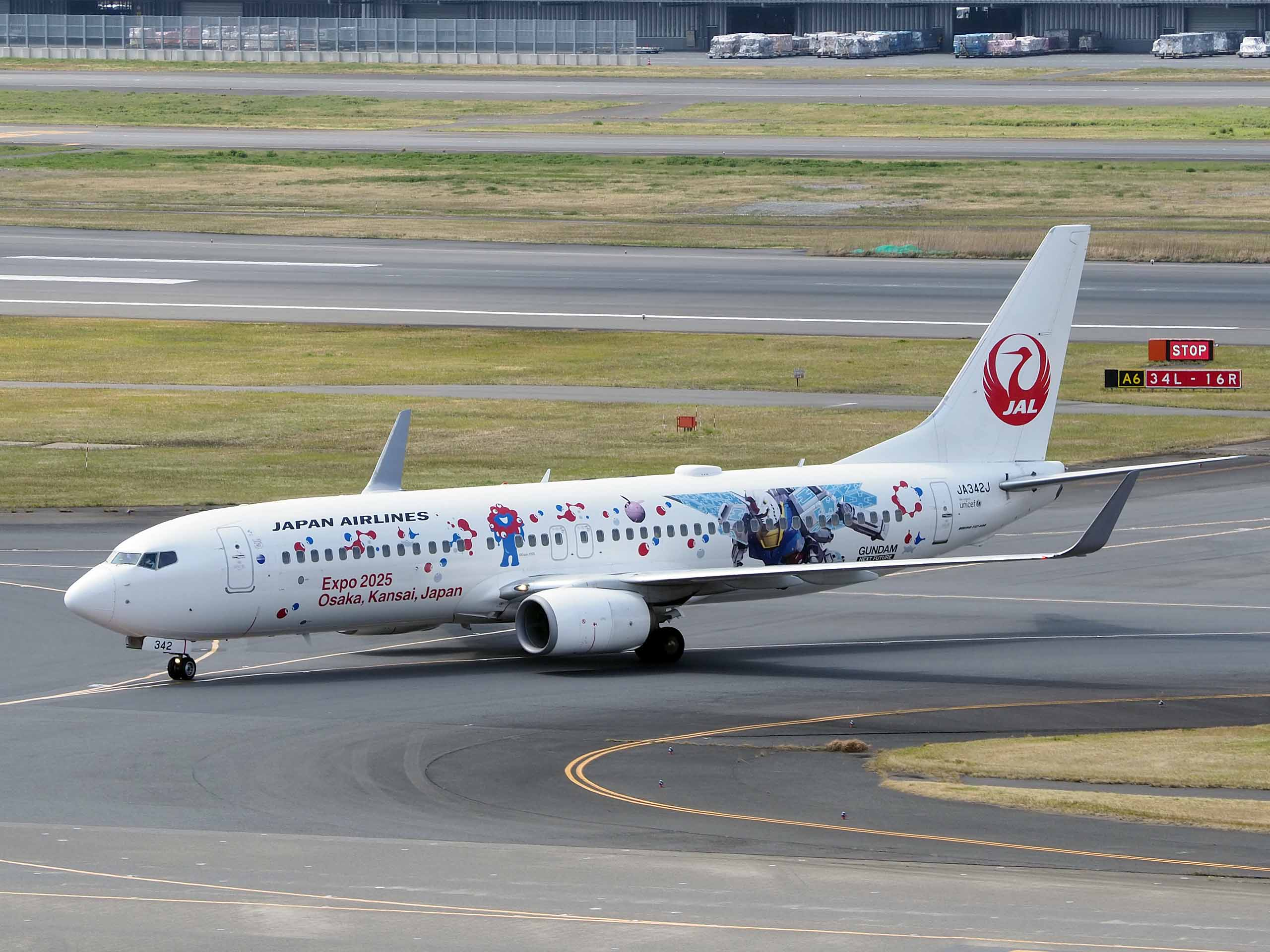
JALガンダムJET（羽田空港にて）

- 本パビリオンの協賛企業である日本航空は自社国内線で運行されるボーイング737-800型機（登録記号JA342J）に、パビリオン内の映像に登場する「RX-78F00/E ガンダム（EX-001 グラスフェザー装備）」と、万博公式キャラクター「ミャクミャク」が描かれたラッピングを施し、2025年3月3日から「JALガンダムJET」として運行している他、WILLERグループのWILLER ACROSSと共同で「JAL×ガンダム レストランバス」を運行している[15][16]。

## その他
このパビリオンは完全予約制としつつも、当日の状況を踏まえて複数の時間帯に当日予約枠を開放する方式を取っていた。これは比較的観覧しやすく来場者から好評で、SNSでは「ガンダム方式」と呼ばれ話題になった。このような方式は後にnull²や大阪ヘルスケアパビリオンなど、他のパビリオンにも採用されている。
万博の予約システムとは関係なく各旅行ツアーの一部として入場可能でもあるため来場者との不公平感もある。。

## 協賛企業
- セブン-イレブン・ジャパン
- SANKYO
- 日本航空
- 乃村工藝社
- 前田建設工業

### 動画
1. 1 2  ガンダムチャンネル【斎藤工＆戸塚有輝＆金田昇】GUNDAM NEXT FUTURE PAVILION | 関係者・制作スタッフ SPインタビュー＃2 - YouTube（2025年2月23日）2025年5月25日閲覧。